# Tháng 5 năm 2021
Tháng 5 năm 2021 là tháng có 31 ngày của năm chung hiện nay. Tháng bắt đầu vào Thứ Bảy (1/5), sẽ kết thúc vào Thứ Hai (31/5). Đó là tháng hiện tại.
19:29, Thứ ba, ngày 18 tháng 3 năm 2025 (UTC)

## Chủ đề:Thời sự
- Lầu Năm Góc thông báo sẽ hủy tất cả dự án xây tường ở biên giới Mỹ - Mexico được tài trợ bằng ngân sách quân sự.  (vnexpress)
- Đại dịch COVID-19
  - Chuyên gia cảnh báo biến thể nCoV mới dễ lây lan hơn ở Ấn Độ từ tháng 3, nhưng chính phủ bị cho là không làm gì để ngăn chặn. (vnexpress)
  - Ấn Độ báo cáo 408.331 ca nhiễm trong 24 giờ qua, đánh dấu mức tăng kỷ lục khác về số ca nhiễm trong một ngày. Vùng dịch thứ hai thế giới cũng ghi nhận thêm 3.523 ca tử vong, nâng tổng số người chết lên 211.855. (vnexpress)
  - Cơ Quan An Toàn Giao Thông Vận Tải (TSA) loan báo gia hạn lệnh đeo khẩu trang cho toàn bộ hệ thống giao thông công cộng toàn nước Mỹ đến ngày 13 Tháng Chín. (nguoi-viet)
  - Những công dân Úc đã ở Ấn Độ trong vòng 14 ngày tính tới lúc về sẽ bị cấm nhập cảnh, những ai vi phạm sẽ đối diện nguy cơ bị phạt và ở tù. (tuoitre)

- Chính phủ Venezuela thông báo tăng gần 300% mức lương tối thiểu cho người lao động. Tuy nhiên, lạm phát tại quốc gia này cao đến nỗi mức tăng nói trên chưa đủ để người dân mua 1 kg thịt. (RFI)
- Đảo chính Myanmar 2021
  - Theo các phương tiện truyền thông Miến Điện, lực lượng an ninh nước này vào ngày 02/05/2021 tiếp tục nổ súng vào một số cuộc biểu tình chống chính quyền quân sự, làm ít nhất 5 người thiệt mạng. (RFI)

- Đại dịch COVID-19
  - Hiện hai người Trung Quốc trốn khỏi khu cách ly Trường Quân sự Thành phố (huyện Củ Chi) vào tối 2-5 vẫn chưa được cơ quan chức năng tìm thấy. Tuổi Trẻ

- Đại dịch COVID-19
  - Các giới chức bang Bavaria thông báo hủy lễ hội Oktoberfest năm thứ hai do quan ngại về việc COVID-19 lây lan VOA

- Một nhóm du học sinh người Việt Nam ở Úc đã bị một trường trung học ở đây đình chỉ học sau khi họ có hành vi được coi là ‘sỉ nhục’ lá cờ Việt Nam Cộng hoà (VOA)
- Chính phủ Đức nói người đã tiêm chủng hoàn toàn hay đã bình phục từ lây nhiễm virus corona sẽ được miễn những hạn chế về tiếp xúc và lệnh giới nghiêm VOA
- Bee Nguyen, thành viên đảng Dân chủ, tuyên bố tranh cử ghế tổng thư ký bang Georgia, cạnh tranh với Brad Raffensperger, Tổng thư ký đương nhiệm. vnexpress
- 8 con sư tử trong một vườn thú ở miền nam Ấn Độ dương tính CoV và xuất hiện triệu chứng khó thở. (vnexpress)
- Phái đoàn Ấn Độ dự hội nghị ngoại trưởng G7 ở London phải cách ly sau khi hai người được phát hiện nhiễm nCoV.  (vnexpress)
- Donald Trump vừa tung ra một trang web "truyền thông" mới, nói rằng trang này sẽ đăng nội dung "trực tiếp từ bàn làm việc" của cựu tổng thống Mỹ.  (BBC)

- Thông cáo chung của các ngoại trưởng G7 cáo buộc Trung Quốc xâm phạm nhân quyền và sử dụng sức mạnh kinh tế của mình để 'bắt nạt' người khác. Nga cũng bị tố có mưu đồ xấu, đe dọa các nền dân chủ và Ukraine. (tuoitre)
- Bộ trưởng Quốc Phòng 27 thành viên Liên Hiệp Châu Âu dự trù thảo luận về kế hoạch thành lập một lực lượng quân sự có khả năng « can thiệp nhanh ».  (RFI)
- Sau khi Facebook ra quyết định tiếp tục khóa tài khoản của cựu tổng thống Donald Trump, ông Trump nói đây là 'sự nhục nhã' với nước Mỹ. Ông nói Facebook và các công ty Big Tech khác sẽ phải trả giá. (tuoitre)
- Đại dịch COVID-19
  - Canada trở thành nước đầu tiên trên thế giới cho phép sử dụng vaccine COVID-19 của Pfizer cho trẻ em từ 12 đến 15 tuổi. (VOA)
  - Chính quyền Joe Biden ủng hộ tạm thời bỏ bản quyền vắc xin COVID-19. (tuoitre)
  - Trường phổ thông liên cấp Vinschool (TP.HCM) cho 150 học sinh thuộc 5 lớp khối 4 và khối 8 nghỉ học từ ngày 6-5 trong khi chờ kết quả xét nghiệm COVID-19 của 2 học sinh diện F1' . (tuoitre)

- Nữ sinh lớp 6 nổ súng tại một trường trung học bang Idaho, Mỹ, khiến ba người bị thương, trước khi bị giáo viên tước vũ khí.(vnexpress)
- Twitter đã đình chỉ một số tài khoản cố tình vi phạm lệnh cấm của công ty này, khi chia sẻ các tuyên bố từ trang web mới của Trump. (vnexpress)
- Đại dịch COVID-19
  - Đức bác đề nghị của Mỹ về việc miễn thực thi bảo vệ tác quyền đối với vaccine COVID-19, nói rằng hạn chế lớn nhất của việc sản xuất vaccine không phải là quyền sở hữu trí tuệ mà là gia tăng năng suất và đảm bảo chất lượng.  (VOA)

- Đảo chính Myanmar 2021
  - Nhà cầm quyền quân sự của Myanmar định danh Chính phủ Thống nhất Quốc gia, đối thủ của họ, là tổ chức khủng bố và quy trách nhóm này về các vụ đánh bom, đốt phá và giết người.  (VOA)

- Một nhóm lưỡng đảng các thành viên Hạ viện Mỹ vừa giới thiệu một đạo luật về nhân quyền Việt Nam nhằm buộc các quan chức nước này “phải chịu trách nhiệm về những vi phạm nhân quyền nghiêm trọng đồng thời giúp ưu tiên bảo vệ các quyền tự do và phát triển nhà nước pháp quyền ở Việt Nam.” (VOA)
- Đại dịch COVID-19
  - Tử vong đầu tiên  ở Việt Nam liên quan đến vắc-xin AstraZeneca là một nữ nhân viên y tế 35 tuổi, làm việc tại Bệnh viện Đa khoa khu vực Tân Châu, tỉnh An Giang do sốc phản vệ trên nền cơ địa dị ứng non steroid (giảm đau kháng viêm).  (RFI)
  - Từ ngày 27/4 đến 12h ngày 10/5, Việt Nam đã ghi nhận 442 ca mắc COVID-19 trong cộng đồng tại 26 tỉnh, thành phố, liên quan tới nhiều ổ dịch.  (vietnamplus)

- Đại dịch COVID-19
  - Bất chấp điều kiện tiêm chủng vô cùng dễ dàng, hàng triệu người Hong Kong vẫn nói "không" với vắc xin COVID-19 vì không tin chính quyền đặc khu.  (tuoitre)
  - Tổ chức Y tế thế giới (WHO) đã phân loại biến thể B.1.617 phát hiện ở Ấn Độ là "biến thể đáng lo ngại" ở cấp toàn cầu. (tuoitre)

- Hơn 1.000 cây xăng ở khu vực Đông Nam nước Mỹ đang cạn nhiên liệu sau vụ tấn công mạng buộc hệ thống đường ống dẫn nhiên liệu lớn nhất nước này dừng hoạt động sang ngày thứ năm.  (tuoitre)

- Ca nCoV châu Á bùng nổ, cao hơn tổng các khu vực khác. (vnexpress)
- Các dân biểu Cộng hòa trong Hạ viện Hoa Kỳ đẩy dân biểu Liz Cheney ra khỏi vị trí lãnh đạo số 3 của Đảng tại Hạ viện, sau khi bà liên tục chỉ trích cựu Tổng thống Donald Trump vì những tuyên bố sai trái về gian lận bầu cử và vai trò của ông kích động cuộc tấn công vào Điện Capitol hôm 6/1.  (VOA)

- Đại dịch COVID-19
  - Khoảng 20 nhà nghiên cứu tên tuổi trong một lá thư đăng trên tạp chí khoa học uy tín Science ngày 13/05/2021 khẳng định không nên bỏ qua giả thiết, con virus corona gieo rắc đại họa cho toàn thế giới đã thoát ra từ phòng thí nghiệm Vũ Hán. (RFI)
- Quân đội Israel tung tin sẽ dùng bộ binh tấn công Dải Gaza, khiến Hamas vội triển khai lực lượng đối phó và "làm mồi" cho hỏa lực tầm xa.   (vnexpress)
- Một tòa nhà 13 tầng có văn phòng của Hãng tin AP và Đài Al Jazeera đã bị san bằng sau khi trúng tên lửa Israel. Quân đội Israel xác nhận vụ tấn công và khẳng định đã phát cảnh báo sơ tán trước khi bắn tên lửa. (tuoitre)
- Đại sứ quán Mỹ tại Bắc Kinh từ chối cấp visa du học cho một sinh viên Trung Quốc với lý do bố người này là công an. (vnexpress)
- Thủ tướng Thái Lan cam kết với đặc phái viên Liên Hợp Quốc sẽ không cưỡng bức người Miến Điện, chạy sang Thái Lan lánh nạn, trở về nước. (RFI)
- DarkSide - nhóm tin tặc được cho là đã gây ra vụ tấn công mạng ở Công ty nhiên liệu Colonial Pipeline - vừa tuyên bố với đồng bọn là nhóm này sẽ giải tán. (tuoitre)

- Tổng thống Mỹ Joe Biden bày tỏ với thủ tướng Israel Netanyahu ông « ủng hộ mạnh mẽ quyền tự vệ của Israel » trước các cuộc tấn công do phong trào Hồi giáo và các nhóm khủng bố ở Gaza thực hiện. (RFI)

- Đại dịch COVID-19
  - Việt Nam ngày 16/5 ghi nhận số ca nhiễm Covid-19 cao nhất từ khi đợt dịch thứ tư bùng phát với 187 ca, trong đó Bắc Giang nhiều nhất 98 ca.  (vnexpress)
- Khủng hoảng Israel–Palestine 2021
  - Các cuộc không kích của Israel vào Gaza hôm qua giết chết thêm 26 người Palestine, nâng số người chết ở đây lên 174 người.  (vnexpress)
- Anh cho biết nước này có kế hoạch tăng gấp ba tỷ lệ trồng cây trong ba năm tới để giúp đạt được mục tiêu phát thải khí carbon bằng 0 vào năm 2050 nhằm chống biến đổi khí hậu. (VOA)

- Đảo chính Myanmar 2021
  - Mỹ áp đặt cấm vận Hội đồng Hành chính Nhà nước Myanmar, đánh dấu lần đầu trừng phạt quan chức dân sự thuộc chính quyền quân sự. (vnexpress)
- Đại dịch COVID-19
  - Ít nhất 269 bác sĩ, trung bình 20-25 người mỗi ngày, tử vong khi làn sóng Covid-19 thứ hai tấn công Ấn Độ. (vnexpress)

- Đại dịch COVID-19
  - Ấn Độ ghi nhận 4.529 ca tử vong do Covid-19 trong 24 giờ qua, mức tăng hàng ngày cao nhất thế giới từ khi đại dịch bùng phát và 267.334 ca nhiễm mới.  (vnexpress)
  - Phòng khám thú y tại thủ đô Moskva tiêm vaccine Covid-19 cho những con mèo đầu tiên sau khi giới chức cấp phép cho sản phẩm Carnivac-Cov. (vnexpress)
  - Cổng Thông tin Chính phủ chiều 19/5 đưa tin, Việt Nam ghi nhận thêm 111 ca nhiễm COVID-19, trong đó nhiều nhất là ở tỉnh Bắc Giang. (VOA)
- Kỹ sư Lu Jianxin, kỹ sư trưởng tại Tập đoàn Công nghiệp và Khoa học Xây dựng Trung Quốc, cho rằng hiệu ứng "cộng hưởng" đã khiến tháp SEG Plaza tại Thâm Quyến rung lắc dù không có động đất. (vnexpress)
- Chủ tịch Hạ viện Mỹ kêu gọi các nhà ngoại giao và lãnh đạo thế giới tẩy chay Olympic mùa Đông ở Bắc Kinh, với lý do Trung Quốc vi phạm nhân quyền. (vnexpress)
- Trung tâm Văn bút (PEN) Đức phong nhà báo độc lập Phạm Đoan Trang làm thành viên danh dự của tổ chức này và yêu cầu trả tự do cho cô ấy ngay lập tức.   (pen-deutschland) Văn phòng tổng chưởng lý New York ngày 18-5 thông báo mở cuộc điều tra hình sự với tập đoàn của ông Trump - Trump Organization - căn cứ trên nhiều cáo buộc.
- Văn phòng tổng chưởng lý New York ngày 18-5 thông báo mở cuộc điều tra hình sự với tập đoàn của ông Trump - Trump Organization - căn cứ trên nhiều cáo buộc. (tuoitre)

- Đại dịch COVID-19
  - Đại diện 27 nước Liên Hiệp Châu Âu (EU) chấp nhận khuyến cáo của Ủy Ban Châu Âu, cho phép nhập cảnh đối với hành khách từ các nước khác đã được chủng ngừa Covid với các loại vac-xin được châu Âu công nhận. (VOA)
- Giới hữu trách Bỉ vừa giải cứu 49 di dân Việt Nam gặp nạn ngoài khơi khi họ đang cố vượt biển sang Anh. (VOA)
- Mỹ sẽ miễn trừng phạt Nord Stream 2 AG, công ty giám sát dự án Nord Stream 2. Matthias Warnig, chủ tịch điều hành công ty và là một đồng minh của Tổng thống Nga Putin, cũng nằm trong danh sách được miễn trừng phạt. (tuoitre)
- Franziska Giffey, bộ trưởng Bộ Gia đình Đức, nộp đơn từ chức ngày 19-5 trước những ồn ào liên quan việc bà "xào lại" luận án tiến sĩ của người khác.  [https://tuoitre.vn/bo-truong-duc-tu-chuc-vi-dao-van-luan-an-tien-si-20210519203752074.htm (tuoitre)
- Mataafa, Thủ tướng đắc cử của Samoa, tuyên bố sẽ đình chỉ dự án cảng 100 triệu USD với Trung Quốc vì cho rằng không cần thiết. (vnexpress)

- Với số ứng cử viên độc lập giảm so với các kỳ bầu cử trước và sự thống lĩnh của Đảng Cộng sản trong Quốc hội Việt Nam, truyền thông quốc tế cho rằng cuộc bầu cử ngày 23/5 sắp tới “vô ích” vì chỉ tạo thêm sự độc quyền của Đảng Cộng sản. (VOA)
- Đại dịch COVID-19
  - EU vừa đạt thỏa thuận về hộ chiếu vaccine, cho phép người tiêm chủng đầy đủ được đi lại tự do giữa các nước thành viên từ ngày 1/7. (vnexpress)
  - Tổng thống Mỹ Joe Biden ký ban hành Luật Tội ác Thù ghét vì COVID-19 sau khi luật này được Quốc hội thông qua với đa số áp đảo sau một loạt các cuộc tấn công vào người Mỹ gốc Á giữa đại dịch COVID.  (VOA)
- Khủng hoảng Israel–Palestine 2021
  - Lệnh ngừng bắn giữa Israel và nhóm chiến binh Hamas của Palestine đã có hiệu lực, chấm dứt 11 ngày bắn phá khiến hơn 240 người chết, 232 người là ở Gaza. (BBC)
- Đảo chính Myanmar 2021
  - Ủy ban bầu cử Myanmar sẽ giải tán đảng Liên minh Quốc gia vì Dân chủ của Aung San Suu Kyi với cáo buộc gian lận bầu cử. (vnexpress)

- Các địa phương Đồng bằng sông Cửu Long đề xuất Chính phủ VN hỗ trợ 8.143 tỷ đồng để xây đê, kè tại 76 điểm sạt lở nguy hiểm với tổng chiều dài 140 km. (vnexpress)
- Tòa án nhân dân Hà Nội tuyên phạt tám người trong vụ án tổ chức cho người khác trốn sang Hàn Quốc theo chuyên cơ của Chủ tịch Quốc hội Nguyễn Thị Kim Ngân cuối năm 2018 với các mức án dưới khung hình phạt. (RFA)
- Khủng hoảng Israel–Palestine 2021
  - Các đoàn xe viện trợ nhân đạo từ các cơ quan viện trợ khác nhau, bao gồm cả các cơ quan Liên Hợp Quốc, bắt đầu chở thuốc men, thực phẩm và nhiên liệu vào Gaza, sau khi Israel mở lại cửa khẩu Kerem Shalom, vài giờ sau khi lệnh ngừng bắn giữa Israel và Hamas có hiệu lực. (BBC)
- Litva thông báo rời khỏi diễn đàn 17+1 của Trung Quốc với các quốc gia Trung và Đông Âu, với lý do nhóm này "gây chia rẽ".Litva thông báo rời khỏi diễn đàn 17+1 của Trung Quốc với các quốc gia Trung và Đông Âu, với lý do nhóm này "gây chia rẽ". (vnexpress)
- Đại dịch COVID-19
  - Bộ Công nghệ thông tin (IT) Ấn Độ yêu cầu tất cả công ty mạng xã hội gỡ bỏ tất cả nội dung nào đề cập đến cụm từ "biến thể Ấn Độ" của virus corona. (tuoitre)
  - Các hãng dược như Pfizer, Moderna và Johnson & Johnson tại Hội nghị thượng đỉnh G20 về sức khỏe toàn cầu đã cam kết cung cấp 3,5 tỉ liều vắc xin với giá gốc hoặc có chiết khấu cho các nước có thu nhập trung bình và thấp. (tuoitre)
  - Tại Hội nghị thượng đỉnh G20 về sức khỏe toàn cầu, Chủ tịch Trung Quốc Tập Cận Bình cam kết Trung Quốc viện trợ thêm 3 tỉ USD trong vòng 3 năm tới để giúp các nước đang phát triển phục hồi sau đại dịch COVID-19.  (tuoitre)

- Đại dịch COVID-19
  - Các tập đoàn Moderna và Novavax của Mỹ muốn sản xuất vắc xin của họ cũng ở Hàn Quốc trong tương lai. (n-tv)
- Đảo chính Myanmar 2021
  - Một lãnh đạo của Liên đoàn Giáo viên Myanmar (MTF)  cho biết hơn 125.000 giáo viên nước này bị đình chỉ ngay trước khi năm học mới bắt đầu. (tuoitre)

- Vanessa Vũ và Trần Minh Thu với podcast "Rice and Shine" nói về một biến cố kỳ thị chủng tộc  "Khi khủng bố cánh hữu bùng phát trở lại"  xảy ra ở Hamburg (Bắc Đức) vào tháng 8 năm 1980 được giải CIVIS AUDIO AWARD Podcast cũng như Giải CIVIS TOP AWARD. (ARD)
- Nghị viện châu Âu (EP) đã bỏ phiếu từ chối việc xem xét thỏa thuận đầu tư giữa Liên minh châu Âu (EU) - Trung Quốc nếu Bắc Kinh không dỡ bỏ các biện pháp trừng phạt chống lại các nghị sĩ EP và các học giả. (tuoitre)
- Lực lượng cứu hộ Ý cho biết cabin chứa đến 15 người đã bị rơi vì một dây cáp bị đứt, khi đang chạy trên tuyến cáp treo nối giữa thị trấn Stresa và đỉnh núi Mottarone. (tuoitre)
- Chính quyền Belarus bị chỉ trích dữ dội vì báo động giả là có bom buộc chuyến bay chở 170 người từ Hi Lạp đến Lithuania phải hạ cánh khẩn cấp xuống Minsk, rồi bắt một nhân vật blogger đối lập. (tuoitre)
- Tổ chức Hàng không dân dụng quốc tế (ICAO) cho biết "rất lo ngại" trước hành động buộc một chiếc máy bay dân dụng phải hạ cánh khẩn cấp của Chính phủ Belarus. (tuoitre)
- Đại dịch COVID-19
  - Ba nhà nghiên cứu thuộc Viện Virus học Vũ Hán nhập viện để được chăm sóc y tế vào tháng 11/2019, vài tháng trước khi Trung Quốc công bố Covid-19. (vnexpress)

- Đại dịch COVID-19
  - Lần đầu tiên Việt Nam có số ca nhiễm mới thường nhật trên 400 người, hai ổ dịch lớn nhất là ở Bắc Ninh và Bắc Giang. (RFI)
- Chuyến bay 4978 của Ryanair
  - Các lãnh đạo EU nhất trí thông qua biện pháp trừng phạt với Belarus, đồng thời lên án việc nước này điều tiêm kích buộc máy bay của hãng hàng không Ryanair hạ cánh khẩn cấp xuống Minsk để bắt nhà báo đối lập Roman Protasevich và bạn gái Sofia Sapega. (vnexpress)
- Các tiểu thương cho hay tòa nhà chọc trời SEG Plaza ở Thâm Quyến nhiều lần rung lắc kể từ khi khánh thành, trước khi chao đảo dữ dội tuần trước. (vnexpress)
- Quân đội Mali bắt giữ cả tổng thống, thủ tướng sau khi mất một số vị trí quan trọng trong đợt cải tổ chính phủ lâm thời. Châu Âu, Mỹ, Liên Hợp Quốc cùng lên án vụ bắt giữ. (tuoitre)

- Belarus tuyên bố đóng cửa đại sứ quán tại Canada sau khi Thủ tướng Justin Trudeau lên án vụ Minsk chuyển hướng máy bay để bắt nhà báo đối lập.(vnexpress)
- Một máy bay chở khách của Belarus đang trên tuyến bay từ Minsk đến Barcelona phải quay trở về lại nơi xuất phát sau khi Ba Lan cho biết máy bay có thể không được phép bay vào không phận Pháp. (VOA)
- Theo một cuộc thăm dò dư luận toàn quốc mới đây của Reuters/Ipsos, 53% người Cộng Hòa cho rằng ứng cử viên của đảng mình mới là « tổng thống thực sự ». (RFI)

- Trong quá trình tìm nguồn đầu tư kéo dài gần 10 năm để làm phim Tam Chỉ Hổ (The Paper Tigers), đoàn phim người Mỹ gốc Á phải từ chối đề nghị đầu tư và đòi hỏi của Hollywood để duy trì cách nhìn và hướng đi đúng với tiếng nói của chính mình. (VOA)
- Ông Hồ Hải, bác sĩ bất đồng chính kiến, vừa rời Việt Nam đến Mỹ giữa lúc ông vẫn đang chịu hình phạt quản chế sau bốn năm tù giam vì “tuyên truyền chống nhà nước”. (VOA)
- Xung khắc giữa các nước EU và CH Belarus đang tăng độ nóng và khối EU cho biết họ sẽ trừng phạt chế độ Lukashenko thật nặng về kinh tế. (BBC)
- Hong Kong vừa thông qua luật cải cách bầu cử gây tranh cãi, khiến những người mà Trung Quốc coi là "không yêu nước" sẽ không thể nắm giữ các vị trí quyền lực chính trị. (BBC)
- Đại dịch COVID-19
  - Thành phố Hồ Chí Minh ghi nhận 36 ca nhiễm COVID-19 liên quan đến Hội thánh Truyền giáo Phục Hưng, khiến nhiều khu vực ở 16 quận/huyện bị phong tỏa.  (VOA)
- Đảo chính Myanmar 2021
  - Trong bối cảnh bị chỉ trích về vai trò ở Miến Điện, hôm qua, tập đoàn dầu khí Total của Pháp tuyên bố ngừng chi trả cho các cổ đông của tập đoàn quản lý một đường ống dẫn khí đốt mà Total khai thác ở Miến Điện, trong đó có công ty MOGE do quân đội Miến Điện kiểm soát. (RFI)

- Đức công nhận đã phạm tội diệt chủng dưới thời Đế chế Đức ở Namibia, đã giết khoảng 75 ngàn người của 2 dân tộc Herero và Nama, hứa sẽ trợ giúp 1,1 tỷ Euro để tái thiết và phát triển. (n-tv)
- Ngoại trưởng Mỹ Blinken cảnh báo việc Israel trục xuất người Palestine khỏi Jerusalem có thể châm ngòi căng thẳng, xung đột và chiến tranh. (vnexpress)
- Giới chức Mỹ sẽ không gia hạn quyết định cho một công ty dầu khí nước này hoạt động tại đông bắc Syria, vốn được cấp phép thời Trump. (vnexpress)
- Chính quyền Biden thông báo không trở lại Hiệp ước Bầu trời Mở được ký với Nga, khiến hai nước chỉ còn một thỏa thuận kiểm soát vũ khí. (vnexpress)
- Tổng Thống Joe Biden và một số lãnh đạo Hoa Kỳ vừa đưa ra các tuyên bố chúc mừng Đại Lễ Phật Đản Phật Lịch 2565, đồng thời đại lễ này cũng được tổ chức trong khuôn viên Tòa Bạch Ốc hôm Thứ Tư, 26 Tháng Năm. (nguoi-viet)
- Chuyến bay 4978 của Ryanair
  - Cơ quan hàng không dân dụng Liên Hợp Quốc sẽ mở cuộc điều tra liên quan việc Belarus ép một máy bay chở khách của châu Âu chuyển hướng. (vnexpress)
  - Nga không chấp thuận việc hãng hàng không Áo định tuyến lại để tránh không phận Belarus, nên hãng đã hủy chuyến bay lộ trình Vienna - Moskva. (vnexpress)
- Đại dịch COVID-19
  - Argentina ghi nhận 41.080 ca mới trong 1 ngày, số ca nhiễm cao nhất kể từ khi đại dịch bắt đầu, mặc dù đã có ban hành các biện pháp giới nghiêm và giản cách xã hội. (ntv)

- Đại dịch COVID-19
  - Các chuyên gia Đức tuyên bố tìm ra nguyên nhân và cách chống biến chứng máu đông hiếm gặp liên quan tới vaccine Covid-19 của AstraZeneca và Johnson&Johnson. (vnexpress)
  - Các kháng thể và vaccine COVID-19 kém hữu hiệu chống lại biến thể Ấn Độ, theo các nhà nghiên cứu.  (VOA)
  - Các bác sĩ cho rằng biến chủng nCoV mới tại Ấn Độ nguy hiểm hơn, khi nhiều bệnh nhân trẻ trở nặng vì hiện tượng bão cytokine. (vnexpress)
  - Việt Nam cho biết họ đã phát hiện một biến thể mới của virus coronavirus đang lây lan nhanh chóng qua không khí. Nó là sự kết hợp của chủng virus Ấn Độ và Anh. (Spiegel)
  - Malaysia đóng cửa tất cả lĩnh vực kinh tế và xã hội từ ngày 1/6 đến 14/6 và dự kiến áp dụng phong tỏa theo giai đoạn, trong bối cảnh ca nhiễm tăng kỷ lục. (vnexpress)
- Chuyến bay 4978 của Ryanair
  - Nhà Trắng tuyên bố sẽ trừng phạt một số doanh nghiệp và quan chức Belarus sau vụ ép máy bay chở khách châu Âu hạ cánh xuống Minsk. (vnexpress)

- Đại dịch COVID-19
  - Brasil ghi nhận 79.670 ca Coronavirus mới trong 1 ngày, tăng tổng số người nhiễm lên 16,5 triệu. Số người chết tăng thêm 2012 lên thành 461.057. (n-tv)

- Đại dịch COVID-19
  - Nhà chức trách Thành phố Hồ Chí Minh ra lệnh giãn cách xã hội toàn thành phố với những hạn chế nghiêm ngặt đối với việc tụ tập và đóng cửa một số cơ sở kinh doanh và dịch vụ trong nỗ lực kiềm chế những ca nhiễm COVID-19 tăng vọt giữa một đợt bùng phát dịch mới. (VOA)
  - Cơ quan cảnh sát điều tra Công an quận Gò Vấp ra quyết định khởi tố vụ án hình sự về tội danh “lây lan dịch bệnh truyền nhiễm nguy hiểm cho người” liên quan Hội thánh truyền giáo Phục Hưng. (tuoitre)